# Линија скримиџа
Линија скримиџа (енгл. Line of scrimmage), је замишљена линија која се пружа попречно на терен тј. паралелно са гол линијама у америчком фудбалу. Она одваја нападачку и одбрамбену формацију играча. Прелаз преко ње је забрањен све док кретање лопте не отпочне. Суштински постоје две линије прва према нападачима и друга према одбрамбеним играчима. Простор између је такозвана неутрална зона.